# 金賢姬
金賢姬（：／ kim hyon-hui */?；1962年1月27日—）是在1987年策劃大韓航空858航班爆炸事故的朝鮮民主主義人民共和國前間諜；由於她接受特工訓練且有著花容月貌，故此有「朝鮮艷諜」之稱。脫北後金賢姬以「邪教」形容朝鮮政權：「如果你說錯了話，就算只是脫口而出，你都會進勞改營。北韓不是個國家，是個邪教组织。」

## 簡歷

### 年幼時
金賢姬出生於朝鮮平壤（本貫是慶州金氏）；父親是外務省官員，畢業於平壤外國語大學日本語系，精通日語。故立即被特務機構網羅，並接受訓練。由於她天生長得漂亮，就讀小學時曾作為童星在電影演出；1972年11月2日，代表朝鮮向出席南北韓和談的大韓民國代表獻上鮮花。金賢姬就讀於金日成綜合大學生物系及平壤外國語大學日語系。

### 特工訓練及任務
1980年3月，金賢姬被朝鮮勞動黨選中為特務，並需要離開家人接受使用槍械及搏鬥技巧等特工訓練；期間和被綁架到北韓化名為「李恩惠」的日本婦女田口八重子同住達20個月，同住期間學習日本語外，也要學懂日本人的言行舉止。據稱，她喜歡的歌手是山口百惠，而不僅僅是山口百惠的曲子，金賢姬也會唱大量的日本民謠，以便裝扮成日本人。此外，她也跟隨一名被綁架到北韓的澳門孔姓女子學習粵語及普通話。
1980年代中，金賢姬遵照指示化名「吳英」在澳葡政府以中國大陸偷渡者為名爭取「特赦」名額（旨在於合法獲取澳門身份證）而潛入廣州，進行「澳門滲透工作」的準備。從1985年7月到1987年1月，她和另一名特工拍檔金淑姬一起持偽造日本護照經澳門潛入廣州。

### 策劃空難
1987年11月，金賢姬和另一名拍檔金勝一分別以「蜂谷真由美」及「蜂谷真一」為姓名獲指派；假扮成為日本父女，從平壤出發經過多個國家進行炸毀客機的任務。最後同月29日於伊拉克巴格達登上大韓航空前往漢城的858號航機安裝計時炸彈，金賢姬和拍檔在航機在阿布扎比中途停機時下機；客機飛至緬甸上空爆炸，機上115人全部遇難。

### 空難後
空難發生後，國際刑警組織立刻介入调查；警察发现，登记为“日籍乘客”的“蜂谷真一”与“蜂谷真由美”的金勝一（真名李時雨）和金賢姬涉嫌重大。此时他们已顺利逃往巴林。国际刑警赶往巴林進行圍捕，在二人想登機離開之時將其截留在機場，金勝一咬破藏在香烟中的氰化鉀膠囊自殺，而金賢姬幸存了下來。
金賢姬被救回後，由於当时卢泰愚正寻求当选大韩民国总统，因此努力让国际刑警引渡金贤姬回到大韓民國。同年12月15日金贤姬被押至南韓受審，審訊的時候她堅稱自己是日本人，回答問題也使用日語。不過，当审讯人员问她：“住在日本时用的是什么牌的电视机？”时，金賢姬無意中說了一個朝鮮的國產電視品牌（金達萊牌）而被識破真實身份。她向法官表示劫機並引爆客機原因是為了破壞1988年的漢城奧運。經審訊後，金賢姬於1990年3月27日被南韓法院判處死刑，及後獲得已當選為韓國總統的盧泰愚之特赦，並於一年後獲得釋放；金賢姬出獄後，在南韓國家安全企劃部（安企部）的保護下從事寫作及演講工作，出版的《金賢姬全告白》大受歡迎，成為暢銷書作家。1997年，金賢姬和南韓一名安企部官員結婚。
2009年3月11日上午，經日韓两国政府安排後，金賢姬在釜山與被北韓特工綁架的受害者田口八重子兄長飯塚繁雄及兒子飯塚耕一郎進行會面後聯合召開記者會；在記者會上金賢姬向飯塚耕一郎表示其母親田口八重子仍然活著。
2010年7月20日，空難事件後她首次由韓国到日本，並與被綁架者橫田惠的父母見面，并向他们表示橫田惠并没有自杀。
金賢姬向美國廣播公司（ABC）表示：「我所做的事就該被判處死刑，但是之所以逃過一死，我想是因為我是北韓所犯下恐怖罪行的唯一見證人。為事實做證，成為我的命運。」

## 家庭
金賢姬父親是朝鮮民主主義人民共和國常駐古巴共和國的外交官，其妹金賢玉及其弟金賢洙則於哈瓦那出生。1997年，金賢姬和韓國一名安全部官員結婚，住在首爾，有兩個小孩，她至今仍擔心遭北韓暗殺，身邊還有保鑣維護安全。
根据2013年的报道，在变节后她的家人被送往劳改营。

## 談金正恩當局
朝鮮民主主義人民共和國政府2013年4月上旬一波文攻武嚇，金賢姬認為平壤當局的目的，只是為了壯大年輕領導人金正恩勢力的狂妄之詞，「金正恩還太年輕、太嫩。他還在努力取得對軍方的全面掌控，以及贏取軍方對他的效忠。這也就是他為什麼多次視察軍事基地，以鞏固支持。」她還批評北韓當局利用核子計畫凝聚人民的向心力，並逼使南韓與美國讓步。
金正恩的兄長金正男2017年2月13日於馬來西亞吉隆坡遇刺身亡，金賢姬認為這是一起僱凶殺人的事件，行刺的2名女子不像是受過教育和訓練的特工。她還認為金正恩利用女性下手是為了使受害者放鬆警惕。

## 著作
- 1991年10月：《金賢姬全告白》上卷 ISBN 978-4-16-345640-9
- 1991年10月：《金賢姬全告白》下卷 ISBN 978-4-16-345650-8

## 外部連結
- YouTube上的大韓航空機爆破事件~金賢姫を捕らえた男たち 2007年富士電視台製作的紀錄片，描述金賢姬在犯案後被捕過程。